# Високий берег
Високий берег (швед. Höga kusten) — частина узбережжя Швеції в Ботнічній затоці, у провінції Онгерманланд на північному сході Швеції, з центром у муніципалітетах Крамфорс, Гернесанд, Соллефтео та Ерншельдсвік. Відома як територія для дослідження післяльодовикового відскоку та евстасії, де земля підіймається в міру танення покриваючих льодовиків, явища, яке вперше було виявлено та вивчено саме там. З останнього льодовикового періоду, земля піднялася на 300 метрів, що пояснює незвичайно високі скелі регіону. Високий берег є частиною шведсько-фінського високого узбережжя/архіпелагу Кваркен, який входить до списку Світової спадщини ЮНЕСКО через його виняткову геологію та унікальний приклад ізостатичного відскоку.

## Геологія
Рельєф Високого берегу — великомасштабний ландшафт долини, який розсікає підняті залишки субкембрійського пенеплена. 

Під час льодовикових періодів останні 2-3 мільйонів років Високий Берег неодноразово покривався континентальним льодовиковим щитом, у тому числі Фенноскандським льодовиковим щитом приблизно до 9600 років тому. Коли льодовики відступили від Високого берега, земля, яка була пригнічена вагою льодовикового покриву, зазнала швидке підняття, процес, відомий як ізостатичний відскок. Це відскок викликав підйом приблизно на 285 метрів, найвищий відомий ізостатичний відскок на Землі. Терен все ще зізнає підняття, приблизно на 8 мм на рік.  Залишки колишніх берегових ліній можна побачити вздовж Високого берега.
Деякі з видів риб, що зустрічаються на Високому берегу, є реліктовими видами останнього льодовикового періоду, включно з рогаткою чотирирогою. Інші види тварин, що мешкають на Високому берегу: бурий ведмідь, рись і лось.